# Sequedin
Sequedin é uma comuna francesa na região administrativa de Altos da França, no departamento do Norte. Estende-se por uma área de 3.93 km². Em 2010 a comuna tinha 4 775 habitantes (densidade: 1 215 hab./km²).